# Australische Badmintonmeisterschaft 2023
Die Australische Badmintonmeisterschaft 2023 fand vom 26. bis zum 29. April 2023 in Eaglehawk statt. 

## Sieger und Platzierte
| Disziplin    | Gold                                      | Silber                         | Bronze                                     |
| ------------ | ----------------------------------------- | ------------------------------ | ------------------------------------------ |
| Herreneinzel | Ricky Tang                                | Gavin Michael Ong              | Jie Ying Chan                              |
| Herreneinzel | Ricky Tang                                | Gavin Michael Ong              | Jack Yu                                    |
| Dameneinzel  | Tiffany Ho                                | Louisa Ma                      | Isabella Yan                               |
| Dameneinzel  | Tiffany Ho                                | Louisa Ma                      | Sydney Tjonadi                             |
| Herrendoppel | Rizky Hidayat Ismail Frengky Wijaya Putra | Kenneth Choo Rayne Wang        | Lin Yingxiang Teoh Kai Chen                |
| Herrendoppel | Rizky Hidayat Ismail Frengky Wijaya Putra | Kenneth Choo Rayne Wang        | Julian Lee Hong Yuan Wong                  |
| Damendoppel  | Sylvinna Kurniawan Setyana Mapasa         | Joyce Choong Angela Yu         | Grezel Alcuitas Audrey Ho                  |
| Damendoppel  | Sylvinna Kurniawan Setyana Mapasa         | Joyce Choong Angela Yu         | Kaitlyn Ea Gronya Somerville               |
| Mixed        | Rizky Hidayat Ismail Setyana Mapasa       | Kenneth Choo Gronya Somerville | Jack Yu Kaitlyn Ea                         |
| Mixed        | Rizky Hidayat Ismail Setyana Mapasa       | Kenneth Choo Gronya Somerville | Frengky Wijaya Putra Citra Putri Sari Dewi |